# Miguel Quinteros
Pour les articles homonymes, voir Quinteros.
 (février 2019).
Miguel Ángel Quinteros est un joueur d'échecs argentin né le 28 décembre 1947 à Buenos Aires, grand maître international depuis 1973. Il remporta deux fois le championnat d'Argentine (en 1966, à dix-huit ans, et en 1980), participa à quatre tournois interzonaux (en 1973, 1976, 1982 et 1985) et à six olympiades d'échecs (entre 1970 et 1984) dont quatre fois au premier échiquier de l'Argentine.

## Biographie et carrière
Miguel Quinteros apprit à jouer aux échecs à sept ans. En 1966, à dix-huit ans, il devint le plus jeune joueur à remporter le championnat d'Argentine. En 1969, il finit huitième du tournoi zonal de Mar del Plata. En 1970, il obtint le  titre de maître international et disputa sa première olympiade d'échecs au quatrième échiquier de l'équipe d'Argentine (+8 -2 =4).
Lors du tournoi zonal de Sao Paulo 1972, il finit 2e-3e derrière Henrique Mecking et se qualifia pour le tournoi interzonal de Léningrad 1973 où il finit 11e-12e avec 7,5 points sur 17 et battit Bent Larsen.
En 1973, Quinteros remporta le tournoi de Wijk aan Zee B, puis  le tournoi de la Costa del Sol à Torremolinos (ex æquo avec Pal Benko) et  termina deuxième ex æquo avec Jan Smejkal et Svetozar Gligoric (quatrième au départage) du tournoi de Ljubljana-Portoroz 1973 (deuxsième mémorial Milan Vidmar remporté par Portisch), deuxième ex æquo du tournoi de Bauang 1973 aux Philippines (ex æquo avec Ivkov, devant Larsen et derrière Kavalek) et troisième ex æquo du tournoi d'Olot. Grâce à ces résultats, Quinteros reçut le titre de grand maître international en 1973. Grâce à sa victoire au tournoi B de Wijk aan Zee en 1973, Quinteros fut invité au tournoi principal de Wijk aan Zee 1974 où il finit neuvième. La même année, il remporta le tournoi de Arrecife de Lanzarote 1974 et joua au premier échiquier de l'équipe d'Argentine lors de l'olympiade de Nice 1974 (+8 -6 =2).
En 1975, Quinteros gagna à nouveau le tournoi de la Costa del Sol à Torremolinos, puis finit deuxième du tournoi zonal de Fortaleza. Grâce à ce résultat, il se qualifiait pour le tournoi interzonal de Manille 1976 où il marqua 9 points sur 19 et termina quatorzième. La même année, en 1976, il remporta l'open du Brésil à Caracas, finit deuxième ex æquo du tournoi open de Lone Pine aux États-Unis (un demi-point derrière Tigran Petrossian) et remporta la médaille d'argent individuelle au troisième échiquier de l'Argentine à l'olympiade de Haifa. En 1977, il finit deuxième du tournoi de Londres remporté par Vlastimil Hort et deuxième du tournoi de Sao Paulo. En 1978, il remporta les tournois de Wellington et de Djakarta 1978.
Dans les années 1980, en Argentine, Quinteros gagna le championnat national 1980 et le tournoi zonal de Morón 1982. En 1983, il finit premier au tournoi de Netanya 1983 et au World Open 1983 à  New York  (7 / 8) puis  deuxième du tournoi toutes rondes de New York la même année en 1983 (7,5 / 11, +5 -5 =1). En 1984, il fut vainqueur du tournoi Barclay de New York (ex æquo avec Edmar Mednis) et du tournoi de Valley Forge.
En 1980, 1982 et 1984, Quinteros joua au premier échiquier de l'équipe d'Argentine lors des olympiades d'échecs. Lors du tournoi interzonal de Moscou 1982, remporté par Garry Kasparov, il finit dernier sans remporter une partie. Trois ans plus tard, en 1985, il remporta le tournoi zonal de Corrientes et se qualifiait pour le tournoi interzonal de Bienne 1985. Lors de ce tournoi, il marqua 7,5 points sur 17 et battit Lev Polougaïevski.
Miguel Quinteros atteignit son meilleur classement Elo en janvier 1977 avec 2 555 points ; il occupait alors la trentième place au classement mondial.
En 1988 et 1989, il fut exclu du classement mondial et des compétitions organisées par la Fédération internationale des échecs pour avoir visité l'Afrique du Sud en 1987 et disputé des parties simultanées dans plusieurs villes du pays qui était sous embargo par la FIDE.